# ITM2B
ITM2B (англ. Integral membrane protein 2B) – білок, який кодується однойменним геном, розташованим у людей на короткому плечі 13-ї хромосоми. Довжина поліпептидного ланцюга білка становить 266 амінокислот, а молекулярна маса — 30 338.
| 10         |  | 20         |  | 30         |  | 40         |  | 50         |
| ---------- |  | ---------- |  | ---------- |  | ---------- |  | ---------- |
| MVKVTFNSAL |  | AQKEAKKDEP |  | KSGEEALIIP |  | PDAVAVDCKD |  | PDDVVPVGQR |
| RAWCWCMCFG |  | LAFMLAGVIL |  | GGAYLYKYFA |  | LQPDDVYYCG |  | IKYIKDDVIL |
| NEPSADAPAA |  | LYQTIEENIK |  | IFEEEEVEFI |  | SVPVPEFADS |  | DPANIVHDFN |
| KKLTAYLDLN |  | LDKCYVIPLN |  | TSIVMPPRNL |  | LELLINIKAG |  | TYLPQSYLIH |
| EHMVITDRIE |  | NIDHLGFFIY |  | RLCHDKETYK |  | LQRRETIKGI |  | QKREASNCFA |
| IRHFENKFAV |  | ETLICS     |  |            |  |            |  |            |

A: Аланін

C: Цистеїн

D: Аспарагінова кислота

E: Глутамінова кислота

F: Фенілаланін

G: Гліцин

H: Гістидин

I: Ізолейцин

K: Лізин

L: Лейцин

M: Метіонін

N: Аспарагін

P: Пролін

Q: Глутамін

R: Аргінін

S: Серин

T: Треонін

V: Валін

W: Триптофан

Задіяний у такому біологічному процесі, як альтернативний сплайсинг. 
Локалізований у клітинній мембрані, мембрані, апараті гольджі, ендосомах.
Також секретований назовні.